# Anomophysis aegrota
Anomophysis aegrota là một loài bọ cánh cứng trong họ Cerambycidae.